# La Fadulla
La Fadulla fou una activista revolucionària manresana, la primera de la història de Catalunya, condemnada a morir a la forca el 9 d'agost de 1688. És recordada per haver coliderat el moviment popular local de l'Avalot de les Faves.

## Biografia
La Fadulla és el renom amb què era coneguda l'única dona executada per la seva participació activa a la revolta que es va produir a Manresa del 13 al 17 de juny de 1688, coneguda com l'Avalot de les faves i que fou dirigit contra les institucions representatives de les classes dominants: L'Església i la Casa de la Ciutat.
A conseqüència d'aquells fets es va desencadenar una dura represàlia, nombroses persones van fugir de la ciutat, altres foren enviades a la presó,a galeres o desterrades. El 5 de juliol de 1688, foren condemnades a la forca 4 persones, i el 9 d'agost se'n penjaren 4 més, essent la Fadulla l'única dona, de la qual no coneixem el nom, ni el cognom, ni la data de naixement, ni el contingut de l'acusació, encara que algunes fonts diuen que era una infiltrada dels pagesos amotinats que no volien pagar el delme.
Els cadàvers dels executats foren exposats per escarment públic al Pont Nou, al turó de Santa Caterina, davant del convent de Sta. Clara i al Puigterrà.
El març de 1689 fou penjat a Barcelona Antòn Planes conegut com Lo Ferrobraç, considerat un dels impulsors i cap principal de la revolta. En algunes narracions posteriors consta com Francisco Planes Braç de ferro
La Fadulla és considerada la primera activista i dona rebel de la història manresana.

## Reconeixements
La Comissió del nomenclàtor de Manresa, després d'una acurada selecció, ha decidit donar el nòm de la Fadulla al nou carrer que s'obrirà en breu entre la plaça de l'Hospital i el carreró de L'Anònima, honorant així la primera activista revolucionària manresana,   que va co-liderar l'Avalot de les Faves i va morir a la forca.